# アルデーア
アルデーア（伊: Ardea）は、イタリア共和国ラツィオ州ローマ県にある、人口約50,000人の基礎自治体（コムーネ）。
1970年5月6日に、ポメーツィアから分離・新設された。

## 地理
ローマの南約33km、地中海海岸からは約4kmの場所に位置する。

### 隣接コムーネ
隣接するコムーネは以下の通り。括弧内のLTはラティーナ県所属を示す。
- アルバーノ・ラツィアーレ
- アンツィオ
- アプリーリア (LT)
- アリッチャ
- ポメーツィア
- ローマ

### 気候分類・地震分類
アルデーアにおけるイタリアの気候分類 (it) および度日は、zona C, 1295 GGである。
また、イタリアの地震リスク階級 (it) では、zona 2B (sismicità media) に分類される。

## 行政

### 分離集落
アルデーアには、以下の分離集落（フラツィオーネ）がある。
- Banditella, Castagnetta, Castagnola, Cecchina, Centro Regina, Colle Romito, Marina di Ardea, Montagnano, Nuova California, Nuova Florida, Rio Verde, Tor San Lorenzo, Tor San Lorenzo Lido

## 社会
経済は農業が中心であるが、1970年代に始まった工業が徐々に重要な役割をにないつつある。

## 姉妹都市
- リーラジンゲン＝ヴォルブリンゲン（ドイツ語版）、ドイツ
- アルゴス (el) 、ギリシャ